# Scelolophia terminata
Scelolophia terminata là một loài bướm đêm trong họ Geometridae.